# Battaglia del varco di Losheim
La battaglia del varco di Losheim fu combattuta nelle fasi iniziali dell'offensiva delle Ardenne, sferrata dall'Esercito tedesco nel dicembre 1944, durante la seconda guerra mondiale. In questo settore del fronte americano particolarmente importante strategicamente, le forze tedesche, grazie ad una notevole superiorità numerica ed all'effetto sorpresa, superarono la debole e disorganizzata resistenza dei reparti americani, aprendo la strada alla pericolosa penetrazione in profondità verso ovest delle riserve corazzate del Kampfgruppe Peiper, in attesa nelle retrovie. Inoltre il cedimento americano al varco di Losheim permise ad una parte delle truppe tedesche di aggirare sul fianco sinistro le forze americane schierate più a sud nel massiccio dell'Eifel, ponendo le premesse tattiche per l'accerchiamento e la cattura di questi soldati nello Schnee Eifel..